# Ikv 103
Ikv 103 — 105-миллиметровая шведская самоходная гаубица.

## Описание
САУ Ikv 103 — модернизированная версия САУ Ikv 102. Была разработана в 1953 году. 105-мм гаубица с изменённой конструкцией противооткатного устройства устанавливалась в закрытой неподвижной рубке с лобовым бронированием около 20 миллиметров. Небольшие изменения претерпела конструкция ходовой части: была увеличена ширина гусеницы. Боевая масса машины составила 8,8 тонны, при этом она могла развивать скорость 57 километров в час.
Предпринимались попытки наладить экспорт САУ Ikv 103 и Ikv 102. В начале 1980-х годов самоходные гаубицы Ikv 103 переделывались в машины Pvrbv 551 и Lvrbv 701.